# Списак математичких теорема
Списак математичких теорема је листа у којој се налазе математичке теореме поређане по азбучном редоследу.
|  |  |  |  |  |  |  |  |  |  |  |  |  |  |  |  |  |  |  |  |  |  |  |  |  |  |  |  |  |  |

## Б
- Банахова теорема о непокретној тачки
- Безуова теорема
- Берова теорема о категорији
- Бертранов постулат
- Биномна теорема
- Бор-Молерупова теорема

## В
- Вајерштрасова теорема о екстремној вредности
- Вајлов закон
- Вајлов критеријум за равномерну расподелу

## Г
- Геделова теорема о потпуности
- Геделове теореме о непотпуности
- Гринова теорема

## З
- Закон великих бројева

## К
- Кејли-Хамилтонова теорема
- Косинусна теорема
- Кошијева теорема о средњој вредности
- Крамерово правило
- Кук-Левинова теорема

## Л
- Лагранжова теорема
- Лагранжова теорема (теорија група)
- Лопиталово правило

## М
- Мала Фермаова теорема

## О
- Ојлерова формула
- Основна теорема алгебре
- Основна теорема аритметике

## П
- Питагорина теорема
- Последња Фермаова теорема
- Прва Шенонова теорема

## Р
- Ролова теорема

## С
- Синусна теорема
- Стјуартова теорема

## Т
- Талесова теорема
- Тангенсна теорема
- Тејлорова формула
- Теорема Јегорова
- Теорема Банаха-Алаоглу
- Теорема Банаха-Штајнхауса
- Теорема дедукције
- Теорема компактности
- Теорема о симетрали угла троугла
- Теорема о затвореном графику
- Теорема о отвореном пресликавању

## Ф
- Фермаова теорема (анализа)
- Формула Брамагупте

## Х
- Херонова формула

## Ц
- Централна гранична теорема